# 西海岸主線
西海岸主線（英語：West Coast Main Line，簡稱WCML）是英國的一條主要鐵路幹線。西海岸主線的起點是倫敦的尤斯頓站，終點則是蘇格蘭的格拉斯哥中央站/愛丁堡威瓦利站，總長642公里。和愛丁堡至倫敦的東海岸主線相比，西海岸主線的直線區間較少，較難行駛高速列車。由於彎道較多，西海岸主線引入了擺式列車運行，並在1959年至1974年期間進行了電氣化。
本線的部分路段為都會路網的一部分，如倫敦、考文垂、伯明罕、利物浦、曼徹斯特及格拉斯哥等地。這樣的好處是可以直接將郊區的居民連結到主要的車站。
本線可以說是英國以及歐洲最繁忙的貨運路線，英國約有40%的鐵路貨物運輸使用西海岸主線。本線由於可以透過倫敦市區內的路線直接連結歐洲大陸（同時經由英法海底隧道），在歐洲鐵路路網規劃時被劃分為歐洲橫貫線中的優先路段。
由於本線大部分路段的最高車速限制為201公里/小時，因此它符合歐盟的已升級高速鐵路線標準。雖然如此，只有Avanti西海岸、擁有擺式系統的英國鐵路390型電力動車組和英國鐵路221型柴油動車組才能達到該速度。非擺式列車在本線的最高車速限制為177公里/小時。

## 地理

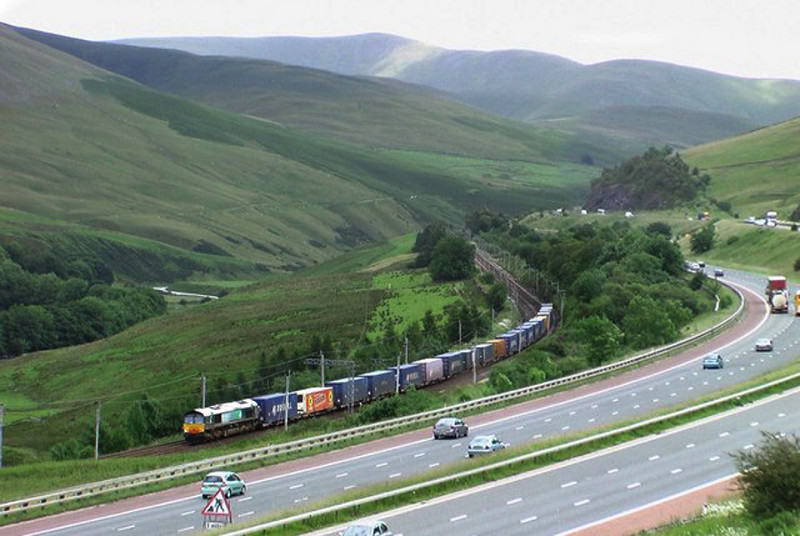
西海岸主線位於坎布里亞郡的一部分鐵路，旁邊為M6高速公路

本線的核心部分（倫敦尤斯頓至格拉斯哥中央）全長642公里，主要的城際列車停靠站為沃特福德交匯、米爾頓凱恩斯中央、拉格比、斯塔福德、克魯、沃靈頓河岸碼頭、威根西北、普雷斯頓、蘭開斯特、牛霍姆湖區（Oxenholme Lake District）、彭里斯和卡萊爾站。
本線的核心部分擁有多條支線，以服務北安普頓、考文垂、伯明翰、和夫咸頓、特倫特河畔斯托克、馬格斯菲特、斯托克波特、曼徹斯特、朗科恩和利物浦。本線於卡爾斯泰爾（Carstairs）設有連接至愛丁堡的支線，但該路線並非倫敦至愛丁堡的最直接路線。
最初，拉格比、伯明翰和斯塔福德之間的線路曾是本線核心路線的一部分。1847年，特倫特河谷線啟用，形成了拉格比和斯塔福德之間的直接聯繫，並於同年取代了上述線路成為核心路線的一部分。在拉格比以南，有一條環狀支線服務北安普頓。在克魯以北，本線亦有一條通往利物浦的支線，該支線上的韋弗交匯處（Weaver Junction）是英國最古老的鐵路立體交匯處。此外，本線另有支線在特倫特河谷、斯塔福德以南的Colwich交匯處分岔開，鐵路途經特倫特河畔斯托克、馬格斯菲特、斯托克波特和曼徹斯特，並於斯托克和克魯之間及普雷斯頓以南設聯絡線與主線匯合（主線亦於斯塔福德以北、威根以南及克魯以北（經威姆斯洛）設聯絡線通往支線）。 卡爾斯泰爾的另一個分支將愛丁堡與本線連接起來，提供本線和東海岸主線之間的直接連接。
儘管本線的走線主要避開大型莊園和多山地區，但本線仍需經過多處山地。本線由南至北經過奇爾特恩丘陵（於特靈山口通過）、沃特福德山坳、北安普頓高地、特倫特河谷、坎布里亞山脈（鐵路經過的最高點在沙普）及南拉納克郡的比托克最高點（Beattock Summit，該處為本線全線最高點）。這意味著本線作為長途幹線具有局限性，其最大速度低於東海岸主線。東海岸主線是倫敦和蘇格蘭之間的另一條鐵路幹線。

## 歷史

### 早期歷史
1830 年利物浦和曼徹斯特鐵路落成並營運成功後，建設城際鐵路的計劃紛至沓來。當時鐵路公司為了更容易獲得投資者的支持，習慣推廣兩個目的地之間的單條線路，而不是規劃龐大的線路網絡。因此西海岸主線最初並沒有被設想為單一的主幹路線，亦非一次過落成，而是由不同鐵路公司在 1830 至 1880 年代建造的多條獨立線路所組合而成。
現西海岸主線最早落成的一段屬大交匯鐵路（Grand Junction Railway，經克魯、斯塔福德和伍爾弗漢普頓連接利物浦、曼徹斯特與伯明翰），於 1837 年開通。次年，通過考文垂連接倫敦、拉格比和沃特福德山岰的倫敦及伯明翰鐵路竣工。大交匯鐵路、倫敦及伯明翰鐵路共用伯明翰的寇松街（Curzon Street）總站，因此乘客於當年起可以乘坐火車在倫敦、伯明翰、曼徹斯特和利物浦之間旅行。

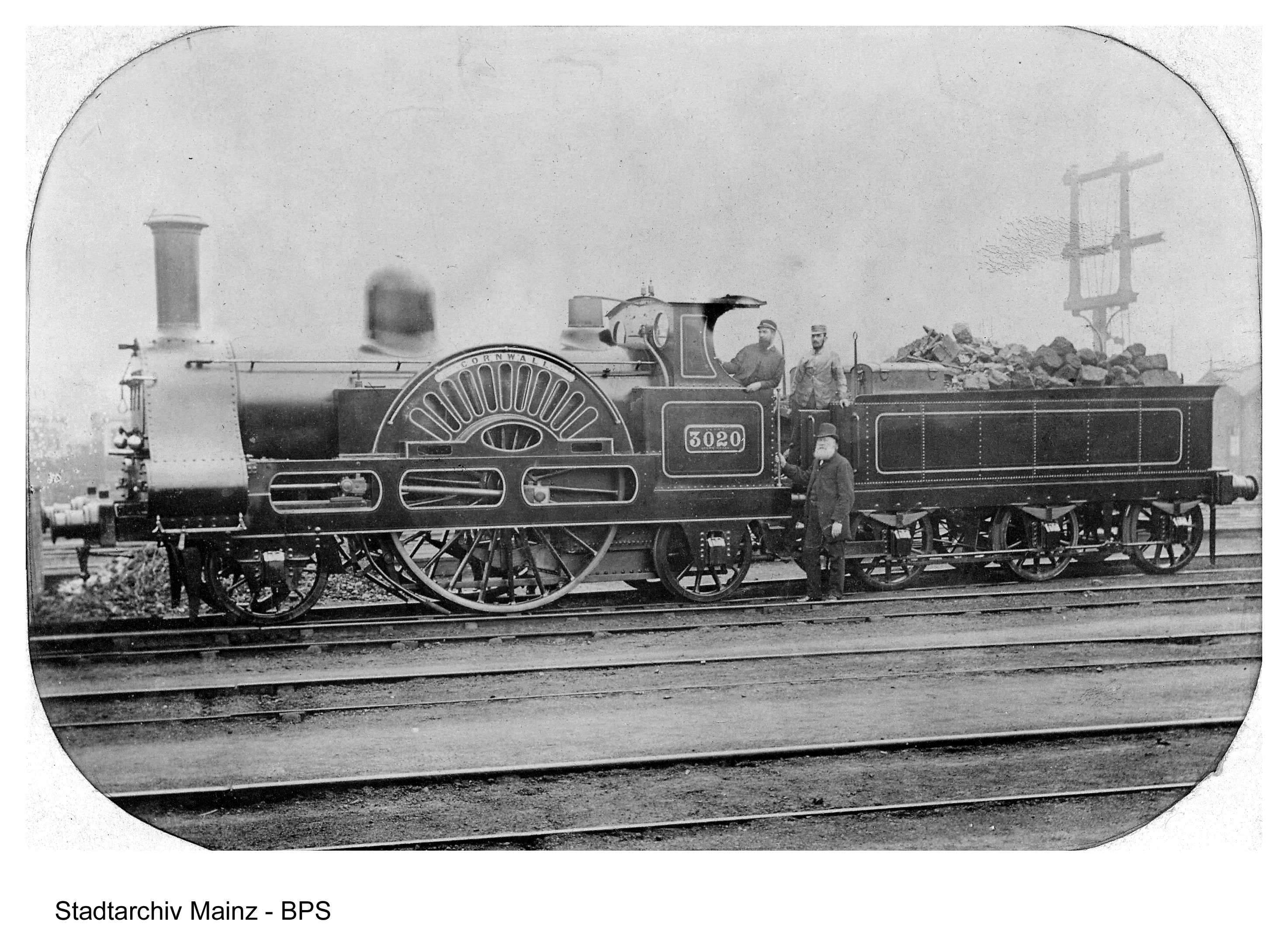
3020 Cornwall，早期的倫敦和西北鐵路特快機車（建於 1847 年，大約在 1890 年運行）

這些線路與特倫特河谷鐵路（位於拉格比和斯塔福德之間，避開伯明翰）以及曼徹斯特和伯明翰鐵路（克魯-曼徹斯特）於 1846 年合併運營，形成了倫敦和西北鐵路。該鐵路後來吸收了北聯合鐵路（威根-普雷斯頓）、蘭開斯特和普雷斯頓樞紐鐵路以及蘭開斯特和卡萊爾鐵路這三個其他路段。
在卡萊爾以北，喀裡多尼亞鐵路保持獨立，並於 1847 年 9 月 10 日開通了從卡萊爾到比托克（Beattock）的主線，1848 年 2 月連接愛丁堡，1849 年 11 月連接格拉斯哥。
本線另一個重要的部分是北斯塔福德郡鐵路，它於 1848 年開通了從馬格斯菲特（與曼徹斯特的倫敦和西北鐵路相連）經特倫特河畔斯托克到斯塔福德和科爾維奇的路線，也保持獨立。 倫敦和西北鐵路與北斯塔福德郡鐵路之間的惡劣關係意味著直通車直到 1867 年才運行。
倫敦和西北鐵路將通往蘇格蘭的路線推廣為尊貴路線。由於跨境列車經過倫敦和西北鐵路與喀裡多尼亞鐵路，直通車由兩公司共同擁有的「西海岸股份公司」營運，以簡化操作。1850 年代第一列倫敦直達格拉斯哥的火車用了 12.5 小時完成了 400 英里（640 公里）的旅程。
倫敦和西北鐵路在接下來的幾十年中建成了現在本線的最後部分。 1869 年，一條繞過早期利物浦和曼徹斯特線、直接通往利物浦的支線（克魯以北的韋弗交匯處 - 迪頓交匯處）開通，途經默西河上的朗科恩鐵路橋。 
為了擴大容量，倫敦和拉格比之間的線路在 1870 年代被拓寬為四線。作為工程的一部分，一條名為北安普頓環線的新支線於 1881 年開通，連接北安普頓，然後在拉格比重新加入主線。 
至少從 1912 年開始，「西海岸主線」一詞就被非正式地用於本線。
1915 年 5 月 22 日，第一次世界大戰期間，本線發生了英國歷史上最嚴重的鐵路事故——昆廷希爾（Quintinshill）鐵路事故，事故發生在格拉斯哥中心和卡萊爾之間，造成 227 人死亡，246 人受傷。

### 倫敦、米德蘭和蘇格蘭鐵路時代（1923-48）

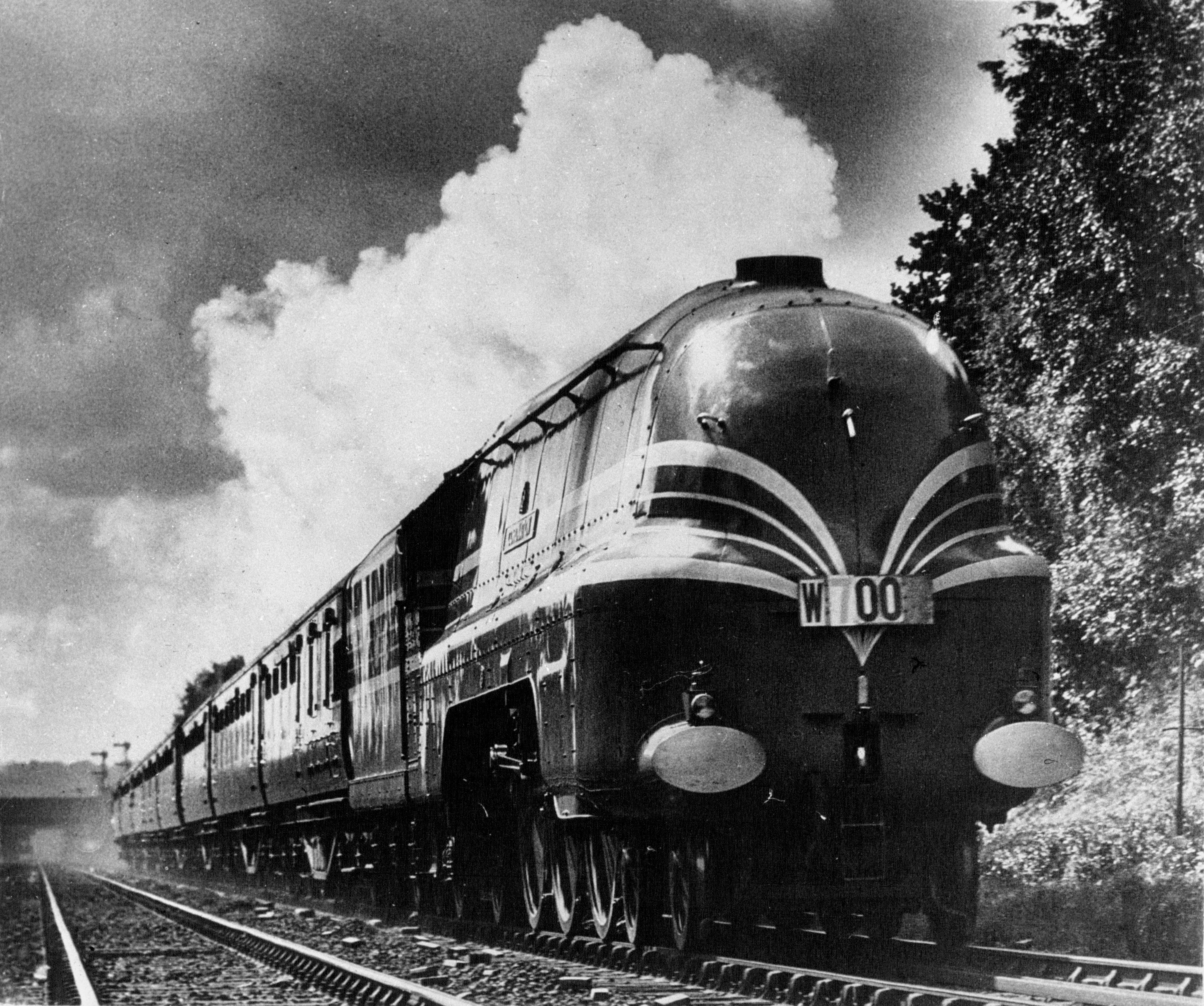
1937 年的加冕蘇格蘭人號，由流線型的加冕公主型機車牽引

1923 年 1 月 1 日，鐵路公司根據 1921 年鐵路法合併後，本線改屬倫敦、米德蘭和蘇格蘭鐵路。
倫敦、米德蘭和蘇格蘭鐵路與競爭對手倫敦及東北鐵路（擁有東海岸主線）在倫敦到蘇格蘭的鐵路交通展開激烈競爭（亦即向北競賽）。倫敦、米德蘭和蘇格蘭鐵路嘗試使用少數火力強大的輕型火車將車程降至最低，以作為迷人的優質快車服務銷售，尤其是在倫敦和格拉斯哥之間，例如 1937–39 年營運的加冕蘇格蘭人號（Coronation Scot，名稱是紀念1937年喬治六世與伊莉莎白·鮑斯-萊昂的聯合加冕禮），由流線型的加冕公主型機車牽引，在 6 小時 30 分鐘內完成旅程，使其與競爭對手東海岸主線的飛翔的蘇格蘭人號相比具競爭力（1950 年代的英國鐵路亦無法與之匹敵，但在 1959–60 年的時間表中，車廂的數量嚴格限制在 8 列，並且不在倫敦和卡萊爾之間停站後，倫敦 - 格拉斯哥的時間重新達到 7 小時 15 分鐘。）

### 英國鐵路時代
1948 年，在國有化之後，本線由英國鐵路公司的倫敦米德蘭和蘇格蘭地區管理。

#### 現代化計劃

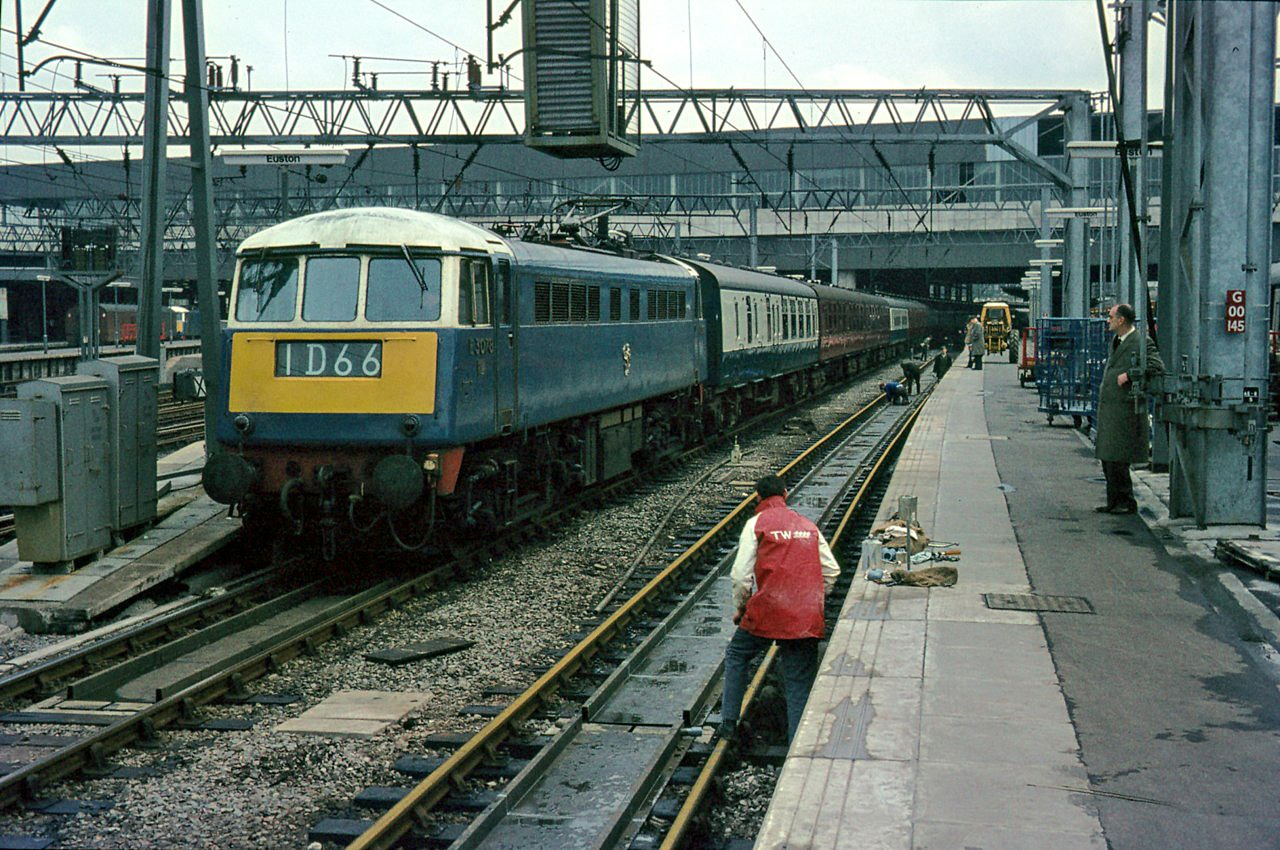
1966 年在尤斯頓，在 WCML 引入電動火車服務後不久，一輛由 85 級電力機車駕駛的火車

作為 1955 年現代化計劃的一部分，英國鐵路公司在 1959-74 年間分階段對本線進行了大型現代化計劃；現代化改造涉及軌道和信號升級以提升車速、重建一些車站以及使用高架電車線對路線進行電氣化。第一段電氣化路段是從克魯到曼徹斯特，於 1960 年 9 月 12 日完成。隨後是克魯到利物浦，於 1962 年 1 月 1 日完成。電氣化然後向南延伸到倫敦。 1965 年 11 月 12 日，第一列從倫敦開出的電動火車開始運行，並從 1966 年 4 月 18 日開始投入營運。伯明翰支線的電氣化工程則於 1967 年 3 月 6 日完成。英國政府將本線北半部（韋弗交匯處（利物浦支線分叉處）- 格拉斯哥）的電氣化工程撥款申請擱置五年後，終於在1970 年 3 月、南艾爾郡的補選令發出前 48 小時，宣佈批准撥款的消息。該工程於 1974 年 5 月 6 日完工。《觀察家報》評論說，如果這項 2500 萬英鎊的決定是出於政治動機而不是出於經濟動機，那麼它就有可能引發重大政治醜聞。
1966 年英國鐵路引入新的高速長途列車服務，推出了非常成功的「城際」（Inter-City，連字號後來被刪除）品牌。當時從倫敦到曼徹斯特或利物浦的車程為 2 小時40 分鐘（每天兩班的曼徹斯特普爾曼號車程甚至是 2 小時 30 分鐘）。這些快速列車的特點是全天提供固定間隔服務，例如每小時一班到伯明翰、兩小時一班到曼徹斯特等。 [25]隨著 1974 年本線北部完成電氣化工程，倫敦到格拉斯哥的車程減到 5 小時。

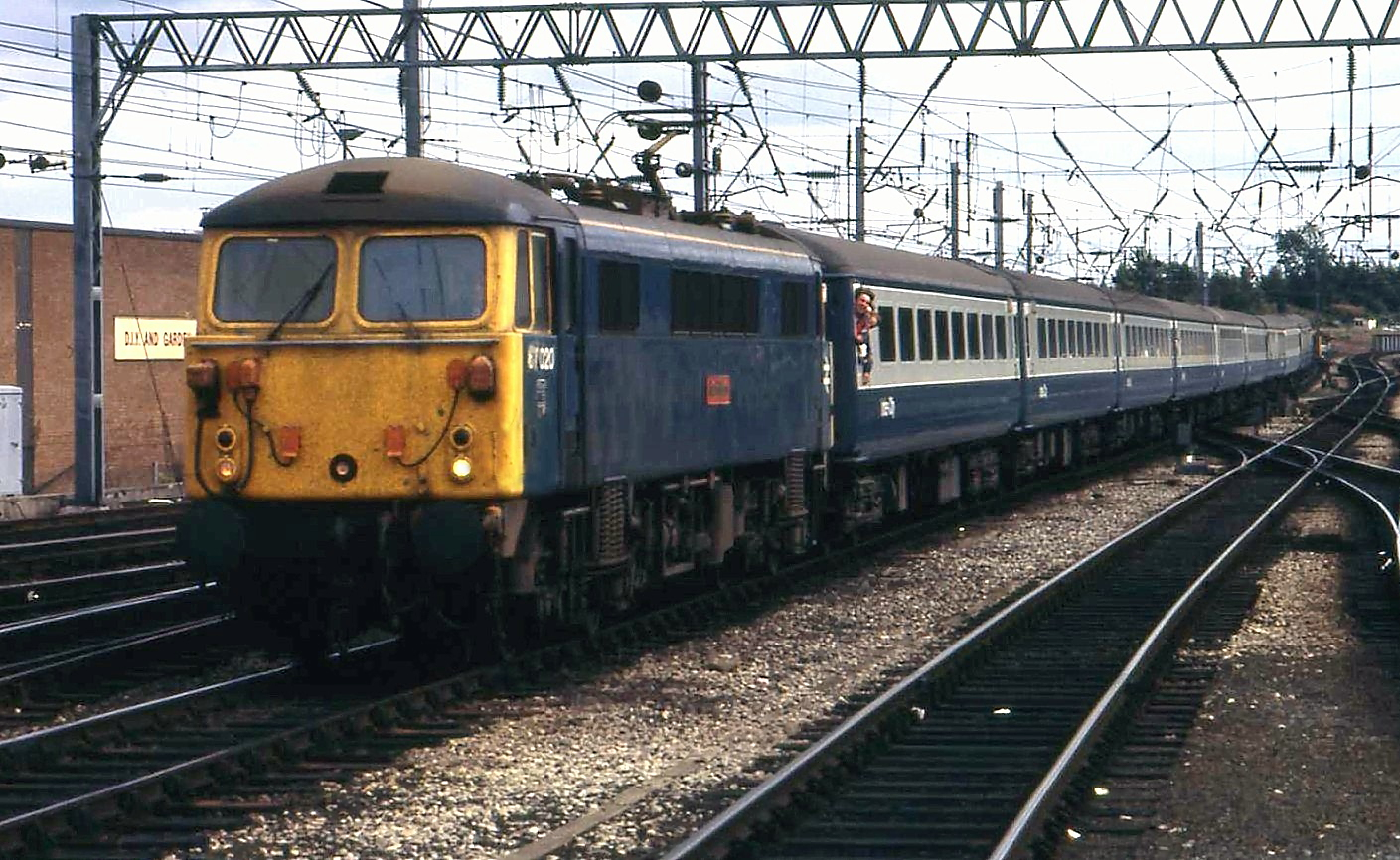
英國鐵路87型電力機車，87020，採用英國鐵路藍色塗裝，配備一列2型客車車廂。從 1970 年代到 2000 年代，這些與類似的 86型電力機車一起構成了本線快速客運服務的支柱。

伴隨電氣化而來的是現代客車，例如英國鐵路2型客車，以及從 1975 年開始投入營運的單體殼、配備空調的英國鐵路3型客車。直到 2000 年代初，這些仍然是快車服務的支柱。本線速度提高到最高 110 英里/小時（180 公里/小時），這些由 86、87 型電力機車牽引的列車被視為英國鐵路的旗艦客運產品。 1962-75 年間，本線的客運量增加了一倍。
現代化改造還見證了本線上幾個主要車站的拆除和重建：英國鐵路熱衷於通過用玻璃和混凝土建造的新結構取代維多利亞時代的建築來象徵「電氣時代」的到來。著名例子有伯明翰新街、曼徹斯特皮卡迪利、斯塔福德、考文垂和倫敦尤斯頓车站。在尤斯頓站，著名的多立克式拱門和最初由菲利普·哈德威克設計的鐵路總站建築，均於 1962 年、公眾強烈抗議中被拆除。
1980 年代後期，愛丁堡支線的電氣化工程（作為東海岸主線電氣化項目的一部分）進行，目的是讓城际225型电力动车组通過卡爾斯泰斯（Carstairs）交匯進入格拉斯哥。 

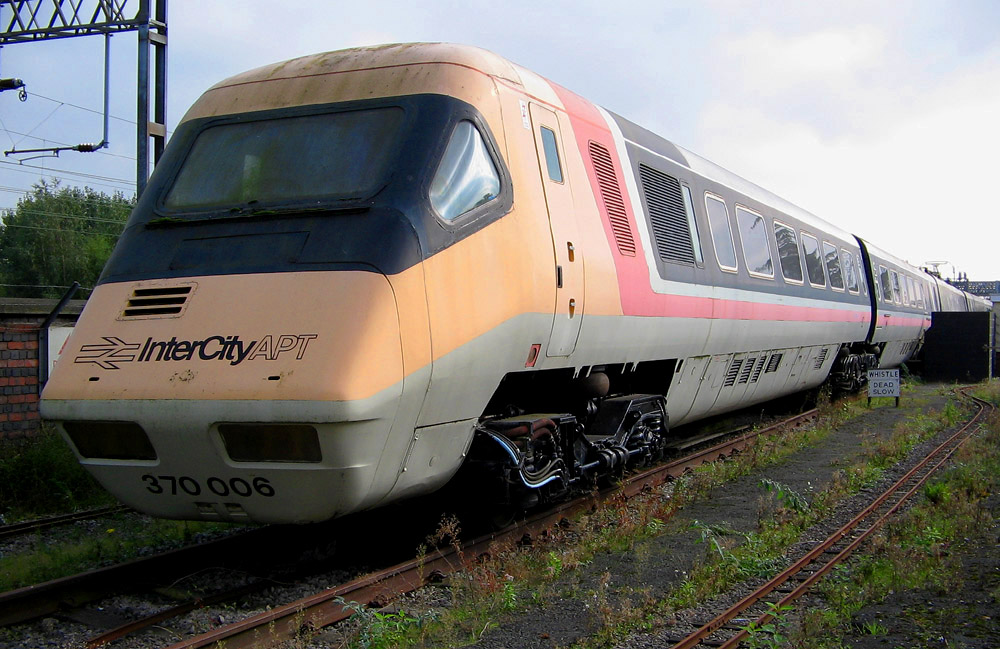
先進客運列車，為發展過程波折的傾斜式列車，攝於本線旁邊的克魯遺產中心

現代化大幅改進了本線的列車速度和班次。然而，一些地點不再提供直通至本線的列車或來往倫敦的直通列車服務，例如溫德米爾、巴羅因弗內斯、懷特港和沃金頓；哈德斯菲爾德、布拉德福德交匯、利茲和哈利法克斯（經斯托克波特）；黑池南；科恩（經斯托克波特）；莫克姆和希舍姆；紹斯波特（經邊山）；布萊克本和斯特蘭拉爾港。利物浦和蘇格蘭之間亦失去了直達列車服務，直至 2019 年才由奔寧特快 （TransPennine Express）恢復。
英國鐵路推出先進客運列車（APT）項目，以傾斜式列車將倫敦-格拉斯哥的車程縮短到不到4小時。該款列車的不少技術後來被用作製造同樣為傾斜式列車的潘多利諾列車。
80 年代末，英國鐵路提出了軌道調整方案以提高本線速度；一個名為城际250型电力动车组的擬議項目，該項目除了計劃於本線引入為東海岸主線電氣化開發的新機車車輛，亦需要重新調整部分路段，包括增加曲線半徑和平滑坡度，以促進更高速度的運行。但該項目於 1992 年被取消。

### 由英國鐵路網公司進行現代化工程

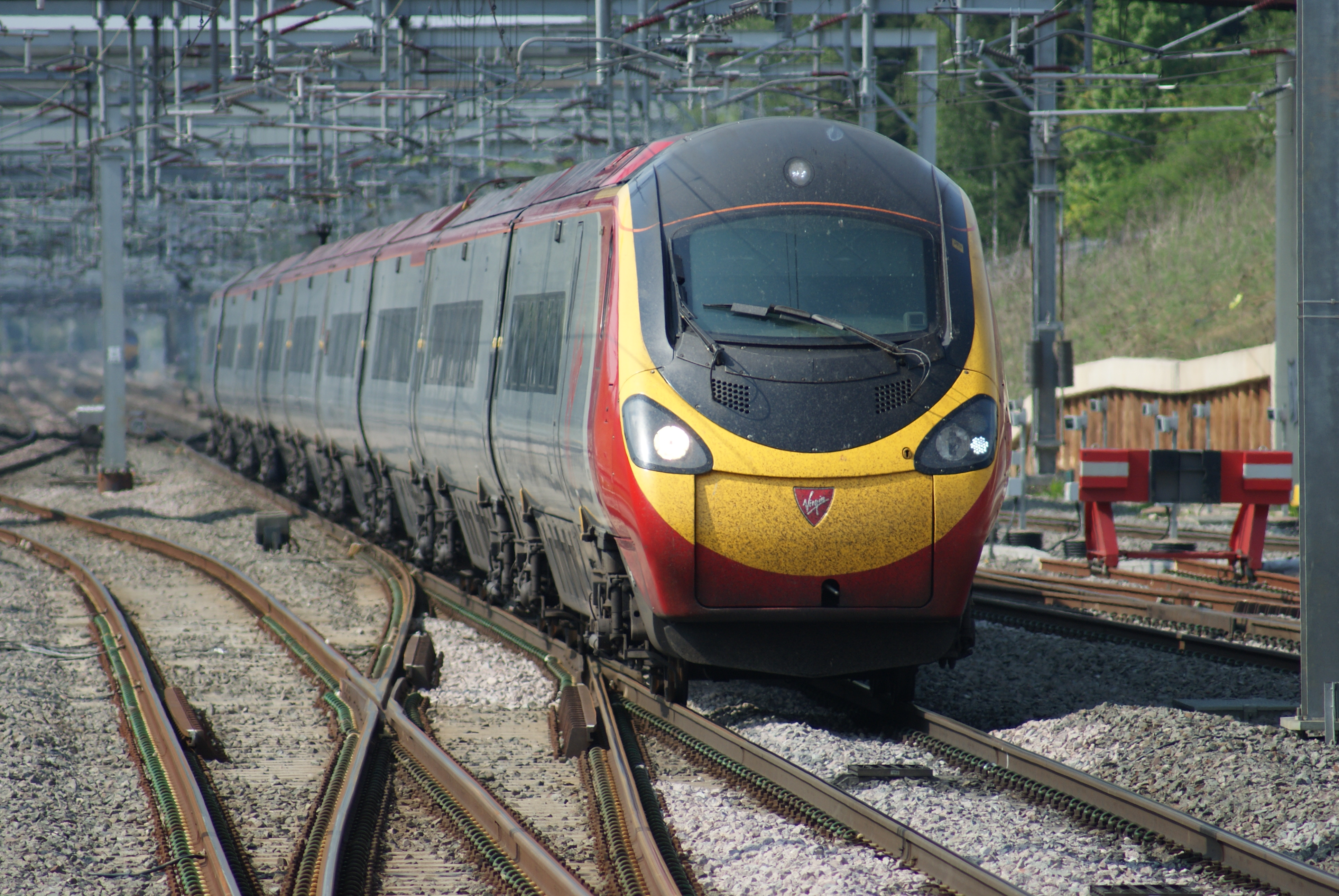
本線上的傾斜式 390 型潘多利諾（自 2002 年推出）

1990 年代初期，本線顯然需要進一步現代化。最初英國鐵路計劃採取城際列車250項目的形式現代化本線。隨後英國鐵路私有化，維珍鐵路在 1996 年獲得了 15 年本線長途特快服務的專營權。維珍和新的基礎設施所有者 Railtrack 公佈的現代化計劃涉及線路的升級和更新，使列車的最高營運速度從177 公里/小時提升至225 公里/小時（僅限傾斜式列車，如潘多利諾）。 Railtrack 估計這項升級將耗資 20 億英鎊，目標於 2005 年完成，並將倫敦到伯明翰 / 曼徹斯特的車程分別縮短為 1 小時 / 1 小時 45 分鐘。
然而，這些計劃被證明過於雄心勃勃，隨後被取消。實施該計劃的核心是採用移動閉塞信號系統。該系統之前只被應用於簡單的地鐵線路和輕軌系統，而未曾被複雜的高速重軌網絡（如本線）應用過。Railtrack 向維珍和政府承諾提速之前，沒有正確評估實施移動閉塞的技術可行性和成本。由於工程師們很明顯地意識到該技術還不夠成熟，無法在生產線上使用，最終導致現代化項目於1999年時仍進展甚微。2001 年， Railtrack 破產，並在哈特菲爾德鐵路事故後由英國鐵路網公司取而代之。英國鐵路網公司對計劃進行重新評估，並發現升級成本飆升。由於擔心該項目的成本超支會將最終價格推高至 130 億英鎊，所以計劃遭到削減，成本降至 80-100 億英鎊之間，目標於 2008 年完成，傾斜列車最快速度減至201 公里/小時——與東海岸主線的最高速度相同，但距離最初的目標還有一段距離，比英國鐵路最初設想透過使用先進客運列車而達至的速度250 公里/小時慢一截。

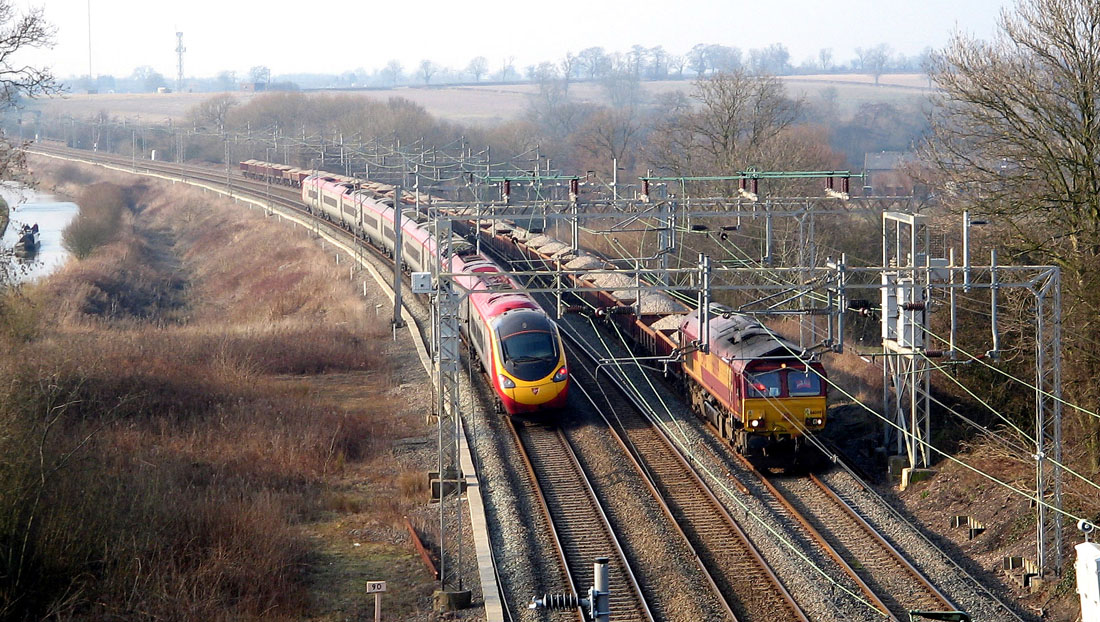
本線上的維珍潘多利諾和英國鐵路66型貨運列車

升級的第一階段位於曼徹斯特以南，於 2004 年 9 月 27 日開通，倫敦至伯明翰的車程為 1 小時 21 分鐘，倫敦至曼徹斯特的車程為 2 小時 6 分鐘。最後階段於 2005 年 12 月 12 日宣告完成，大部分線路的傾斜列車最高車速提升至201 公里/小時，使倫敦和格拉斯哥之間的最快旅程從 5 小時 10 分鐘縮短到 4 小時 25 分鐘。克魯-曼徹斯特線（經威姆斯洛）升級改造工程於 2006 年夏季完成，四軌化特倫特河谷路段、升級慢速線路、納尼頓站二期改造，以及斯塔福德、拉格比、米爾頓凱恩斯和考文垂車站的改造工程則於2008 年年底完成。
2006 年 9 月，本線創造了新的速度記錄 – 一輛潘多利諾火車以3 小時 55 分鐘完成了 645 公里的格拉斯哥中心至倫敦尤斯頓旅程，打破了先進客運列車 4 小時 15 分鐘的記錄。雖然如此，先進客運列車仍然保持著北行的總體記錄。

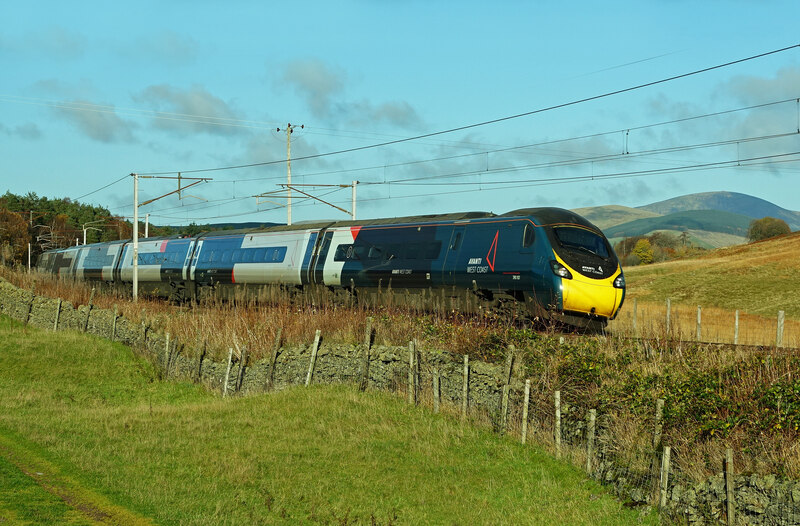
一輛Avanti西海岸英國鐵路390型電力動車組 潘多利諾傾斜列車正在一彎處傾斜，攝於本線北部。傾斜系統允許列車在彎曲路線上實現更高的速度

長達十年的現代化工程終於在 2008 年 12 月完成。 這使得維珍的「甚高頻」時刻表得以在 2009 年初逐步推出，其亮點是在非高峰時段每小時三班列車前往伯明翰和曼徹斯特，以及幾乎將所有倫敦 - 蘇格蘭列車車程降低至 4 小時 30 分鐘或以下——其中一班列車服務（僅在普雷斯頓停靠）的倫敦-格拉斯哥車程僅 4 小時 8 分鐘。
因現代化計劃縮減而被移除的一些項目，例如諾頓橋站的立交橋，後來重新啟動。 2016 年春季完成了一項耗資 2.5 億英鎊的項目，該項目旨在對諾頓橋的軌道進行坡度分隔，以增加服務頻率並提高線路速度。其他項目，例如更換沃特福德的一座弱橋，使全線速度從 145 公里/小時增加到 201 公里/小時，減少了行車時間。

## 基礎建設

### 路軌
本線從倫敦到朗科恩東南部的韋弗交匯處均設四軌。在 Hanslope 交匯處（米爾頓凱恩斯附近），線路分叉，一對直接前往拉格比，另一對改道經北安普頓返回拉格比。然後，本線以四軌道繼續向北直到布林克洛（Brinklow），在那裡它減至三軌。布林克洛和納尼頓之間本線設三軌，一條北行軌道和兩條南行（快速和慢速）軌道。然後線路在納尼頓恢復為四線軌道。在魯吉利（Rugeley）以北，有一條短的雙軌路段穿過 710 米的 Shugborough 隧道。除了溫斯福德和哈特福德（柴郡）之間的雙軌路段外，本線在通往阿克頓橋火車站的大部分路段都是四軌鐵路。從阿克頓橋火車站到韋弗交界處（通往利物浦的雙軌支線在這里分支）、韋弗交界處至沃靈頓河岸碼頭，本線均為雙軌。沃靈頓河岸碼頭到威根西北站一段則為四軌。在 Newton-le-Willows，慢速軌道與利物浦到曼徹斯特的線路相連，穿過鎮中心，而快速軌道則通過戈爾伯恩 (Golborne) 取代線採用直達路線。除了兩段四線軌道外，餘下路段均為雙線。第一段是從 Euxton Balshaw里到普雷斯頓，第二段是格拉斯哥周圍的繁忙路段。
本線以分支系統的多樣性而聞名，特別是那些往返於西米德蘭茲郡和北威爾士、大曼徹斯特和利物浦的分支系統。這些在路線圖中有詳細說明。
本線全線淨空已符合 W10 載重規格，使本線的貨運交通能使用更高的 9 英尺 6 英寸（2,896 毫米）高立方體集裝箱。本線途經納尼頓和中部地區，該地區被稱為「物流金三角」。

### 電氣化
本線幾乎全線都使用 25 kV 交流電的架空電線供電。本線西北部幾個以前未電氣化的分支最近已實現電氣化，例如普雷斯頓至布萊克浦北線於 2018 年 5 月開始提供電氣化列車服務，以及普雷斯頓 - 曼徹斯特皮卡迪利線於 2019 年 2 月開始提供電氣化列車服務。在 2010-2017 年期間，威根到利物浦一段支線（經聖海倫斯肖街和聖海倫斯交匯處）也實現了電氣化。
威根西北到博爾頓支線的電氣化及升級計劃則於2013年12月首次公開，但政府於2021年9月1日才正式宣佈將落實相關計劃。截至2022年1月，計劃正處施工階段。整項計劃預計於2024年完成。

## 列車車型

### 通勤/地區列車
| 車型總類          | 車型            | 相片 | 種類   | 最高車速   | 最高車速   | 營運方                   | 路線 |
| 車型總類          | 車型            | 相片 | 種類   | 英里每小時 | 公里每小時 | 營運方                   | 路線 |
| ----------------- | --------------- | ---- | ------ | ---------- | ---------- | ------------------------ | --- |
| 英國鐵路短跑手    | 英國鐵路153型   |      | 柴聯車 | 75         | 120        | 威爾士交通               | 切斯特至克魯 |
| 英國鐵路短跑手    | 英國鐵路156型   |      | 柴聯車 | 75         | 120        | 蘇格蘭鐵路               | 格拉斯哥西南線 |
| 英國鐵路短跑手    | 英國鐵路158型   |      | 柴聯車 | 90         | 145        | 北方列車、威爾士交通     | 塞特爾至卡萊爾線 伍爾弗漢普頓至什魯斯伯里線（伯明翰國際車站至什魯斯伯里） 坎布里安線 什魯斯伯里至切斯特線（切斯特及霍利希德） |
| 龐巴迪Turbostar   | 英國鐵路170型   |      | 柴聯車 | 100        | 161        | 縱貫鐵路、西米德蘭茲列車 | 卡地夫中央至諾丁漢 伯明翰新街至諾丁漢 伯明翰新街至史坦斯特機場 伯明翰新街至萊斯特 伯明翰經布羅姆斯格羅夫線至伍斯特（伯明翰至赫里福德） 伍爾弗漢普頓至什魯斯伯里線（伯明翰至什魯斯伯里） 雪山線 伍爾弗漢普頓至什魯斯伯里線、狩獵場線直通（什魯斯伯里經伯明翰新街至沃爾索爾） |
| 阿爾斯通科拉迪亞  | 英國鐵路175型   |      | 柴聯車 | 100        | 161        | 威爾士交通               | - 霍利希德至卡地夫中央和拉內利，經蘭迪德諾 - 曼徹斯特機場和曼徹斯特皮卡迪利至班戈，經 蘭迪德諾 - 曼徹斯特皮卡迪利 - 克魯 - 切斯特至卡地夫中央 - 斯旺西 - 米爾福德港 |
| 西門子Desiro      | 英國鐵路185型   |      | 柴聯車 | 100        | 161        | 奔寧特快                 | 奔寧特快西北 |
| 英國鐵路第二代    | 英國鐵路318型   |      | 電聯車 | 90         | 145        | 蘇格蘭鐵路               | 格拉斯哥中央至拉納克及卡爾斯泰爾（Carstairs） |
| 英國鐵路第二代    | 英國鐵路319型   |      | 電聯車 | 100        | 161        | 西米德蘭茲列車、北方列車 | - 倫敦尤斯頓至特靈、米爾頓凱恩斯中央及北安普頓 - 利物浦萊姆街和沃靈頓河岸碼頭至普雷斯頓 - 曼徹斯特維多利亞至利物浦萊姆街，經艾爾斯鎮（Earlestown） - 克魯至曼徹斯特皮卡迪利                                                                                                 |
| 英國鐵路第二代    | 英國鐵路320/3型 |      | 電聯車 | 90         | 145        | 蘇格蘭鐵路               | - 北克萊德線 - 亞皆老線 - 懷夫萊特線 |
| 英國鐵路第二代    | 英國鐵路320/4型 | 100  | 電聯車 | 161        |            | 蘇格蘭鐵路               | - 北克萊德線 - 亞皆老線 - 懷夫萊特線 |
|                   | 英國鐵路323型   |      | 電聯車 | 90         | 145        | 西米德蘭茲列車、北方列車 | - 伯明翰新街至雷迪奇、利奇菲爾德特倫特谷、伍爾弗漢普頓, 沃爾索爾、四橡樹、長橋和伯明翰國際車站 - 克魯、史篤城至曼徹斯特皮卡迪利 |
| CAF Civity        | 英國鐵路331型   |      | 電聯車 | 100        | 161        | 北方列車                 | 克魯至曼徹斯特皮卡迪利 |
| 西門子Desiro      | 英國鐵路350型   |      | 電聯車 | 110        | 180        | 倫敦西北鐵路             | - 倫敦尤斯頓至特靈、米爾頓凱恩斯中央、北安普頓及伯明翰新街 - 倫敦尤斯頓至利物浦萊姆街，經伯明翰新街 |
| 龐巴迪Electrostar | 英國鐵路377型   |      | 電聯車 | 100        | 161        | 南方鐵路                 | 沃特福德交匯至東克羅伊登 |
| 西門子Desiro      | 英國鐵路380型   |      | 電聯車 | 100        | 161        | 蘇格蘭鐵路               | - 艾爾郡海岸線 - 因弗克萊德線 - 北伯立克線 - 佩斯利運河線 - 亞皆老線 - 卡夫卡特環線 |
| 日立AT200         | 英國鐵路385型   |      | 電聯車 | 100        | 161        | 蘇格蘭鐵路               | - 肖特線（Shotts Line） |

### 高速列車
| 車型總類         | 車型          | 相片 | 種類             | 最高車速   | 最高車速   | 營運方       | 路線 |
| 車型總類         | 車型          | 相片 | 種類             | 英里每小時 | 公里每小時 | 營運方       | 路線 |
| ---------------- | ------------- | ---- | ---------------- | ---------- | ---------- | ------------ | --- |
| 龐巴迪旅行者     | 英國鐵路220型 |      | 電傳動柴油動車組 | 125        | 200        | 縱貫鐵路     | 來往伯明翰新街和曼徹斯特皮卡迪利 來往格拉斯哥中央和愛丁堡威瓦利 （使用本線愛丁堡支線來往東海岸主線）                                                 |
| 龐巴迪旅行者     | 英國鐵路221型 |      | 電傳動柴油動車組 | 125        | 200        | Avanti西海岸 | 來往倫敦尤斯頓和: 北威爾士、切斯特、什魯斯伯里、黑池北、愛丁堡威瓦利和格拉斯哥中央的列車服務                                                         |
| 龐巴迪旅行者     | 英國鐵路221型 |      | 電傳動柴油動車組 | 125        | 200        | 縱貫鐵路     | 來往伯明翰新街和曼徹斯特皮卡迪利 來往格拉斯哥中央和愛丁堡威瓦利 （使用本線愛丁堡支線來往東海岸主線）                                                 |
| 阿爾斯通潘多利諾 | 英國鐵路390型 |      | 電聯車           | 125        | 200        | Avanti西海岸 | 倫敦尤斯頓至：曼徹斯特皮卡迪利、利物浦萊姆街、黑池北、西米德蘭、格拉斯哥中央和愛丁堡威瓦利的服務 部分來往格拉斯哥中央/愛丁堡威瓦利和伯明翰新街的服務 |
| CAF Civity       | 英國鐵路397型 |      | 電聯車           | 125        | 200        | 奔寧特快     | 曼徹斯特機場和利物浦萊姆街至格拉斯哥中央和愛丁堡威瓦利                                                                                               |
| 日立AT300        | 英國鐵路800型 |      | 雙動力源鐵路車輛 | 125        | 200        | 倫敦東北鐵路 | 來往格拉斯哥中央和愛丁堡威瓦利 （使用本線愛丁堡支線來往東海岸主線）                                                                                  |
| 日立AT300        | 英國鐵路801型 |      | 電聯車           | 125        | 200        | 倫敦東北鐵路 | 來往格拉斯哥中央和愛丁堡威瓦利 （使用本線愛丁堡支線來往東海岸主線）                                                                                  |
| 日立AT300        | 英國鐵路802型 |      | 雙動力源鐵路車輛 | 125        | 200        | 奔寧特快     | 曼徹斯特機場和利物浦萊姆街至格拉斯哥中央和愛丁堡威瓦利                                                                                               |

### 臥車
| 車型            | 相片 | 車廂種類               | 最高車速   | 最高車速   | 營運方                                                     | 路線                                                      |
| 車型            | 相片 | 車廂種類               | 英里每小時 | 公里每小時 | 營運方                                                     | 路線                                                      |
| --------------- | ---- | ---------------------- | ---------- | ---------- | ---------------------------------------------------------- | --------------------------------------------------------- |
| 英國鐵路92型    |      | 電力機車               | 87         | 140        | 英國鐵路貨運（GB Railfreight）, 由加勒多尼臥舖列車代為營運 | 所有加勒多尼臥舖列車服務（倫敦尤斯頓至格拉斯哥/愛丁堡段） |
| 英國鐵路5型客車 |      | - 餐車 - 硬座車 - 臥車 | 100        | 161        | 加勒多尼臥舖列車                                           | 所有加勒多尼臥舖列車服務                                  |

### 未來車型
| 車型總類       | 車型            | 相片           | 種類                                         | 最高車速   | 最高車速     | 營運方                                                                                              | 路線                                           |          |
| 車型總類       | 車型            | 相片           | 種類                                         | 英里每小時 | 公里每小時   | 營運方                                                                                              | 路線                                           |          |
| -------------- | --------------- | -------------- | -------------------------------------------- | ---------- | ------------ | --------------------------------------------------------------------------------------------------- | ---------------------------------------------- | -------- |
| 阿爾斯通亞文垂 | 英國鐵路730/0型 |                | 電聯車                                       | 90         | 145          | 倫敦西北鐵路                                                                                        | - 倫敦尤斯頓至特靈、米爾頓凱恩斯中央及北安普頓 | 2023年初 |
| 阿爾斯通亞文垂 | 英國鐵路730/0型 | 西米德蘭茲列車 | 電聯車                                       | 90         | 145          | - 伯明翰新街至雷迪奇、利奇菲爾德特倫特谷、伍爾弗漢普頓, 沃爾索爾、四橡樹、長橋和伯明翰國際車站      | 2023                                           |          |
| 阿爾斯通亞文垂 | 英國鐵路730/1型 | 110            | 電聯車                                       | 177        | 倫敦西北鐵路 | - 倫敦尤斯頓至特靈、米爾頓凱恩斯中央、北安普頓及伯明翰新街 - 倫敦尤斯頓至利物浦萊姆街，經伯明翰新街 | 2023                                           |          |
| 日立AT300      | 英國鐵路805型   |                | 雙動力源鐵路車輛                             | 125        | 200          | Avanti西海岸                                                                                        | 倫敦尤斯頓至北威爾士、切斯特及什魯斯伯里       | 2023     |
| 日立AT300      | 英國鐵路807型   | 電聯車         | 倫敦尤斯頓至黑池北、伯明翰新街及利物浦萊姆街 | 125        | 200          | Avanti西海岸                                                                                        |                                                | 2023     |

## 營運方

### Avanti西海岸
目前本線的主要火車運營公司是 Avanti西海岸，它在「西海岸合作夥伴」（West Coast Partnership）鐵路特許經營權下經營大部分長途服務。 2016 年 11 月，政府宣布（當時名為）「城際西海岸」（InterCity West Coast）特許經營權將被名為「西海岸合作夥伴」的新特許經營權所取代，其中包括運營建設中的2號高速鐵路服務以及現有的西海岸主線快速列車服務。 2019 年 8 月，英國交通部宣布第一意大利列車西海岸鐵路（品牌名稱為 Avanti西海岸）中標。 Avanti西海岸於 2019 年 12 月 8 日開始經營特許經營權。
截至2022年12月，Avanti西海岸的列車班次如下：
| 倫敦 - 西米德蘭                            | 倫敦 - 西米德蘭 | 倫敦 - 西米德蘭 |
| 路線                                       | 班次            | 中途站 |
| ------------------------------------------ | --------------- | --- |
| 倫敦尤斯頓 至 伯明翰新街                   | 每小時1班       | - 考文垂、伯明翰國際 - 每日有一班列車續駛至什魯斯伯里，並沿途停靠山威和達德利 (僅限往倫敦方向)、伍爾弗漢普頓、特爾福德中央、惠靈頓 - 繁忙時間會增加班次，並增停沃特福德交匯、米爾頓凱恩斯中央和拉格比。 |
| 倫敦 - 切斯特和北威爾士                    |                 | |
| 路線                                       | 班次            | 中途站 |
| 倫敦尤斯頓 至 霍利黑德                     | 每日8班         | - 斯塔福德、克魯、切斯特、弗林特、普雷斯塔廷、萊爾、科爾溫灣、蘭迪德諾交匯、班戈 - 每日有一班列車會分拆，剩餘部分會前往雷克斯漢姆總站 - 每日有兩班列車會於切斯特終到 - 每日有3班前往霍利黑德的列車、1班往倫敦的列車會增停塔姆沃思及利奇菲爾德特倫特谷站。 |
| 倫敦 - 曼徹斯特和利物浦                    |                 | |
| 路線                                       | 班次            | 中途站 |
| 倫敦尤斯頓 至 曼徹斯特皮卡迪利（經史篤城） | 每小時1班       | - 米爾頓凱恩斯中央、拉格比、史篤城、馬格斯菲特、斯托克波特 |
| 倫敦尤斯頓 至 曼徹斯特皮卡迪利（經史篤城） | 每小時1班       | - 納尼頓、史篤城、斯托克波特 |
| 倫敦尤斯頓 至 曼徹斯特皮卡迪利（經克魯）   | 每小時1班       | - 斯塔福德、克魯、威姆斯洛、斯托克波特 |
| 倫敦尤斯頓 至 利物浦萊姆街                 | 每小時1班       | - 米爾頓凱恩斯中央、克魯、朗科恩 |
| 倫敦和西米德蘭 - 西北英格蘭和蘇格蘭        |                 | |
| 路線                                       | 班次            | 中途站 |
| 倫敦尤斯頓 至 格拉斯哥中央                 | 每小時1班       | 沃靈頓河岸碼頭、威根西北、普雷斯頓、蘭開斯特、牛霍姆湖區（停靠班次不規則）、彭里斯（停靠班次不規則）、卡萊爾、洛克比（有限度服務）、馬瑟威爾（有限度服務） |
| 倫敦尤斯頓 至 黑池北                       | 週一至五每日1班 | 斯塔福德、克魯、沃靈頓河岸碼頭、威根西北、普雷斯頓、柯克姆及威舍姆（僅南行列車停靠）、法爾德波爾頓（Poulton-le-Fylde，僅南行列車停靠） |
| 倫敦尤斯頓 至 愛丁堡威瓦利，經伯明翰新街   | 每2小時1班      | 沃特福德交匯、米爾頓凱恩斯中央、拉格比、考文垂、伯明翰國際、伯明翰新街、山威和達德利、伍爾弗漢普頓、斯塔福德、克魯、沃靈頓河岸碼頭、威根西北、普雷斯頓、蘭開斯特、牛霍姆湖區（停靠班次不規則）、彭里斯（停靠班次不規則）、卡萊爾、乾草市場（Haymarket） - 列車與前往格拉斯哥中央及黑池北的列車交替開出                                                                  |
| 倫敦尤斯頓 至 格拉斯哥中央，經伯明翰新街   | 每日5班         | 沃特福德交匯、米爾頓凱恩斯中央、拉格比、考文垂、伯明翰國際、伯明翰新街、山威和達德利、伍爾弗漢普頓、斯塔福德、克魯、沃靈頓河岸碼頭、威根西北、普雷斯頓、蘭開斯特、牛霍姆湖區（停靠班次不規則）、彭里斯（停靠班次不規則）、卡萊爾、洛克比（有限度服務）、馬瑟威爾（有限度服務） - 與前往黑池北的班次共同組成每2小時1班的聯合班次。列車亦與前往愛丁堡威瓦利的列車交替開出 |
| 倫敦尤斯頓 至 黑池北，經伯明翰新街         | 每日2班         | 沃特福德交匯、米爾頓凱恩斯中央、拉格比、考文垂、伯明翰國際、伯明翰新街、山威和達德利、伍爾弗漢普頓、斯塔福德、克魯、沃靈頓河岸碼頭、威根西北、普雷斯頓 - 與前往格拉斯哥中央的班次共同組成每2小時1班的聯合班次。列車亦與前往愛丁堡威瓦利的列車交替開出 |

### 西米德茲列車
西米德蘭茲火車在本線提供通勤和來往倫敦尤斯頓的長途服務。它們都以倫敦西北鐵路品牌運營。從倫敦到伯明翰每小時有兩班火車；一輛停靠途中的大多數車站，另一輛僅停靠沃特福德交匯、米爾頓凱恩斯中心、北安普頓、拉格比、考文垂、肯利（Canley）、磚山（Tile Hill）、伯克斯韋爾（Berkswell）、雅頓漢普頓（Hampton-in-Arden）、伯明翰國際和馬斯頓綠地。從伯明翰新街到倫敦尤斯頓，每小時有三班火車。從倫敦使用這些服務到伯明翰比使用 Avanti西海岸快車服務慢約一小時。從倫敦尤斯頓到北安普頓亦有每小時一班列車，途經萊頓巴扎德（Leighton Buzzard）、布萊奇利、米爾頓凱恩斯中心和沃爾弗頓。
西米德蘭茲火車還提供每小時一班來往倫敦尤斯頓和克魯的列車服務。列車停靠沃特福德交匯、米爾頓凱恩斯中心、北安普頓（僅限高峰時段和周日）、拉格比、納尼頓、亞瑟斯通、波爾斯沃思（週一至週六每天一班）、塔姆沃思、利奇菲爾德特倫特谷、魯吉利特倫特谷、斯塔福德和克魯。部分服務還停靠赫默爾亨普斯特德、伯克姆斯特德、特靈、切丁頓、萊頓巴扎德和布萊奇利。在週日，火車也停靠長巴克比（Long Buckby）。該服務於 2008 年、維珍鐵路的類似服務撤消後推出。在“110 項目”下，該服務於 2012 年 12 月進行了重新配置，並使用增強型英國鐵路 350/1 級列車以每小時 10 英里的速度運行。
尤斯頓每半小時提供一班前往特靈的服務，停靠溫布萊中央（每小時一班）、哈羅及威爾德斯通、布希、沃特福德交匯、國王蘭利（Kings Langley）、阿普斯利（Apsley）、赫默爾亨普斯特德和伯克姆斯特德。發往米爾頓凱恩斯中心的服務每小時一班，途經沃特福德交匯、赫默爾亨普斯特德、伯克姆斯特德、特靈、切丁頓、萊頓巴扎德和布萊奇利。
西米德蘭茲火車還在馬斯頓谷線上提供每小時一班從布萊奇利到貝德福德的火車，以及在修道院線上開往聖奧爾本斯修道院的 45 分鐘一班火車。馬斯頓谷線、修道院線都屬於本線的地區支線。
中央列車專營權修改後，倫敦米德蘭接管了本線伯明翰和利物浦之間的服務。 西米德蘭茲列車於 2017 年 12 月取代倫敦米德蘭，成為「西米德蘭茲」鐵路服務特許經營方。西米德蘭茲列車於本線上所有列車服務的品牌均為「倫敦西北鐵路」，伯明翰周圍所有本地服務的品牌則為「西米德蘭茲鐵路」。

### 奔寧特快
奔寧特快（TransPennine Express） 沿本線提供曼徹斯特機場或利物浦萊姆街與格拉斯哥或愛丁堡之間的服務（每 2 小時一班）。

### 南方鐵路
南方鐵路在東克羅伊登和沃特福德交匯之間提供每小時一班的服務。每天有兩列火車延伸至赫默爾亨普斯特德。
| 西倫敦線                  | 西倫敦線  | 西倫敦線 |
| 路線                      | 班次      | 中途站 |
| ------------------------- | --------- | --- |
| 沃特福德交匯 - 東克羅伊登 | 每小時1班 | 哈羅及威爾德斯通、溫布萊中央、牧者叢、肯辛頓（奧林匹亞）、西布朗普頓、帝國碼頭、克拉珀姆交匯、巴勒姆、斯特雷特姆公地、諾貝利（Norbury）、桑頓荒原（Thornton Heath）、塞爾赫斯特 |

### 倫敦東北鐵路
倫敦東北鐵路每天在格拉斯哥中央和倫敦國王十字車站之間（經愛丁堡威瓦利）運營一趟列車，在愛丁堡和格拉斯哥之間利用本線愛丁堡支線運營。

### 縱貫鐵路
縱貫鐵路經營每小時一班往返雷丁/伯恩茅斯 和 曼徹斯特皮卡迪利的服務；這些火車在考文垂和曼徹斯特皮卡迪利之間沿著本線運行。
縱貫鐵路還運營每小時一班往返愛丁堡威瓦利和普利茅斯的服務，途經泰恩河畔紐卡斯爾、布里斯托聖殿草地及伯明翰新街，小部分服務會由愛丁堡威瓦利延伸到格拉斯哥中央。延伸到格拉斯哥的服務在愛丁堡到格拉斯哥之間會使用本線及愛丁堡支線。

### 蘇格蘭鐵路
蘇格蘭鐵路在本線的部分路段運營服務，例如在格拉斯哥附近，亞皆老線列車在從坎巴斯兰到卡爾路加（Carluke）的路段上運行，然後在短支路轉向拉納克或前往卡爾斯泰爾。北伯立克線從格拉斯哥中央站高層月台出發，途經馬瑟威爾到卡斯泰爾斯，然後到達乾草市場、愛丁堡威瓦利和北伯立克。
格拉斯哥西南線在卡萊爾行駛數英里，然後向西駛向鄧弗里斯、基爾馬諾克、艾爾和斯特蘭拉爾。

### 加勒多尼臥舖列車
加勒多尼臥舖列車使用本線全線運營服務，提供倫敦和蘇格蘭之間的單程過夜服務。

## 外部連結
- Electric All The Way （页面存档备份，存于） - 1974 British Rail information booklet about the completion of electrification to Glasgow.
- Rail Industry www page which monitors the progress of the project（页面存档备份，存于）
- Department of Transport - 2006 - West Coast Main Line - Update Report （页面存档备份，存于）
- London to Glasgow in five minutes （页面存档备份，存于） - BBC video, December 2008